# 90 Minutes
90 Minutes är ett fotbollsspel utvecklat av Smilebit till Dreamcast. Man kan välja att spela mellan 32 olika landslag samt ett antal storklubbar runt om i världen.